# لایبنیتس (دهانه)
لایبنیتس یک دهانه برخوردی در ماه‌ است.

## دهانه‌های اقماری
این دهانه ۳ دهانه اقماری دارد.
| Leibnitz | عرض جغرافیایی | طول جغرافیایی | قطر          |
| -------- | ------------- | ------------- | ------------ |
| X        | ۳۶.۵° S       | ۱۷۷.۳° E      | ۱۹.۰ کیلومتر |
| S        | ۳۹.۶° S       | ۱۷۱.۸° E      | ۲۸.۰ کیلومتر |
| R        | ۳۹.۳° S       | ۱۷۶.۳° E      | ۱۹.۰ کیلومتر |